# David Elliott

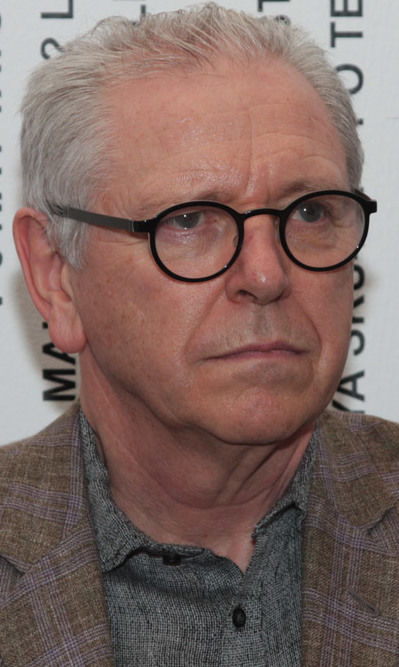
David Elliott

David Elliott, född 1949, är en brittisk museiman och tidigare chef för Moderna Museet i Stockholm. 
David Elliott studerade historia vid University of Durham i Durham i Storbritannien och konstvetenskap vid Courtauld Institute of Art i London. Mellan 1976 och 1986 var han chef för Museum of Modern Art i Oxford i Storbritannien och mellan 1996 och 2001 chef för Moderna Museet i Stockholm.
Efter sejouren i Stockholm var Elliott 2001-2006 chef för Mori Konstmuseum i Tokyo i Japan, ett stort, privatägt museum för samtida konst, arkitektur och design med inriktning på verk från Asien. Under 2007 var han under en kort tid chef för Istanbul Modern Art Museum. 
Elliott är idag konstnärlig ledare för the 17th Biennale of Sydney, Australien, som ska genomföras i maj 2010.